# Débora Falabella

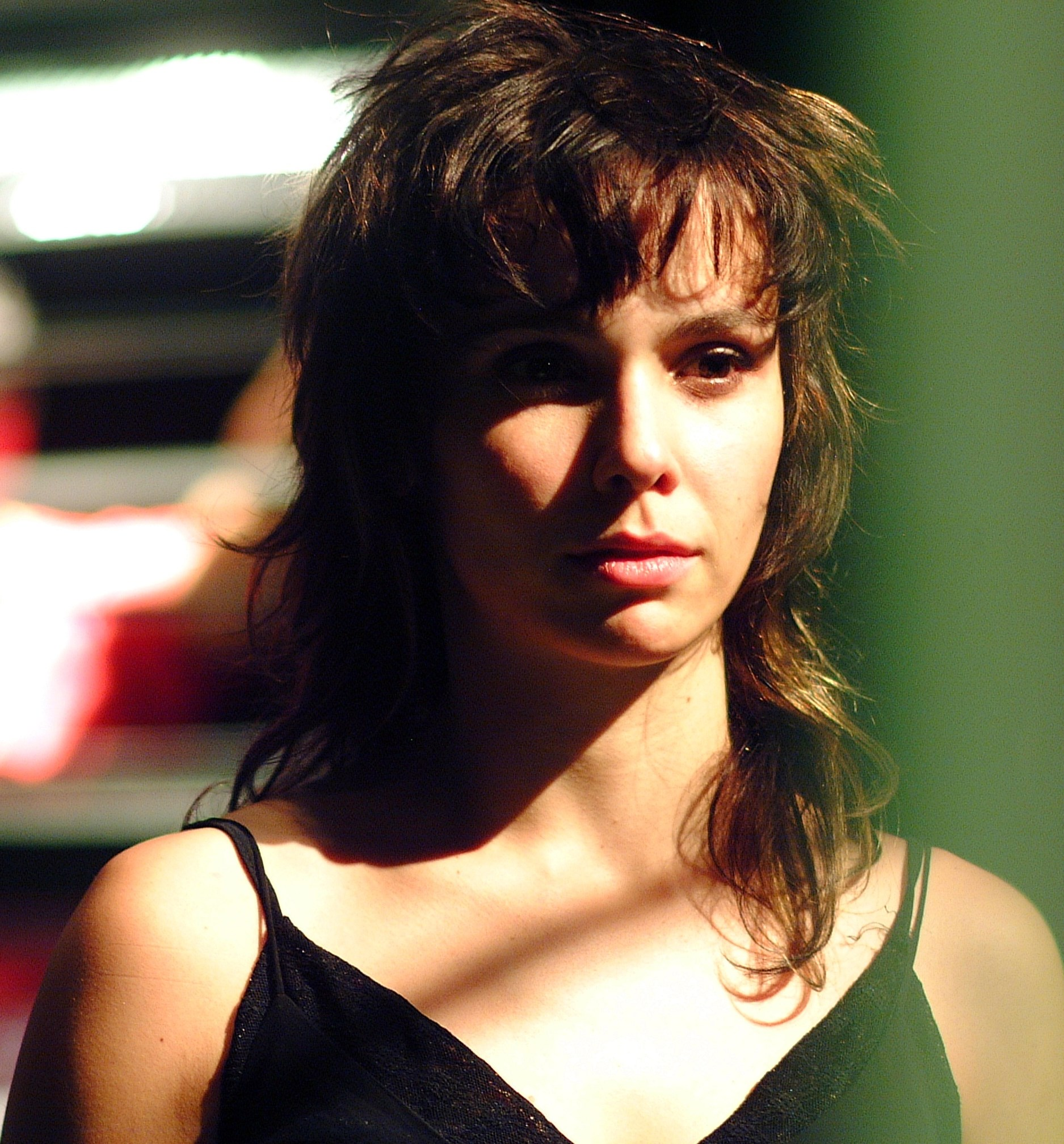
Débora Falabella

Débora Lima Falabella (n. 22 februarie 1979) este o actriță braziliană.

## Filmografie

### Televiziune
- 1998: Malhação
- 2001: Um Anjo Caiu do Céu
- 2001: O Clone
- 2003: Agora É que São Elas
- 2004: Um Só Coração
- 2004: Senhora do Destino
- 2006: JK
- 2006: Sinhá Moça
- 2007: Duas Caras
- 2010: Escrito nas Estrelas
- 2011: Ti Ti Ti
- 2011: A Mulher Invisível
- 2012: Avenida Brasil